# Клерксдорп

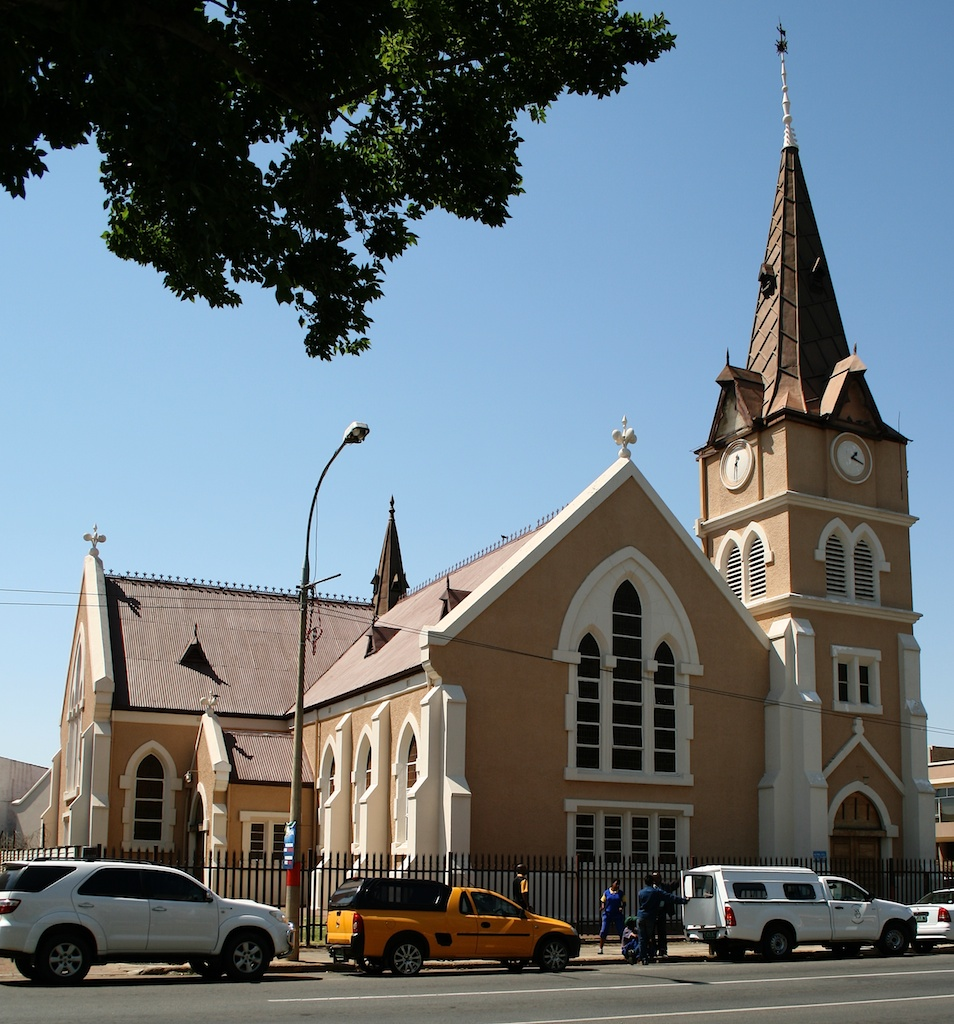
Головна церква Клерксдорпа

Кле́рксдорп (афр. Klerksdorp) — адміністративний центр місцевого муніципалітету Матлосана та району Кеннет Каунда у Північно-Західній провінції (ПАР).
Місто було засноване в 1837 році фоуртреккерами. У 1886 році на околиці міста було знайдено золото, проте його видобуток виявився занадто дорогим, і до 1890-х років «золота лихоманка» зійшла нанівець.

## Знамениті уродженці
- Теофілус Дьонгес (1898—1968) — 2-й президент ПАР.
- Тьонкі ван Ренсбург — південноафриканський борець вільного стилю, чемпіон та срібний та призер чемпіонатів Африки, чемпіон Всеафриканських ігор.